# 9143 Burkhead
9143 Burkhead (1955 SF) là một tiểu hành tinh vành đai chính được phát hiện ngày 16 tháng 9 năm 1955 bởi Chương trình tiểu hành tinh Indiana ở Đài thiên văn Goethe Link, Brooklyn, Indiana. The name honors Martin S. Burkhead, emeritus professor of astronomy ở Đại học Indiana.